# Mikulin AM-3

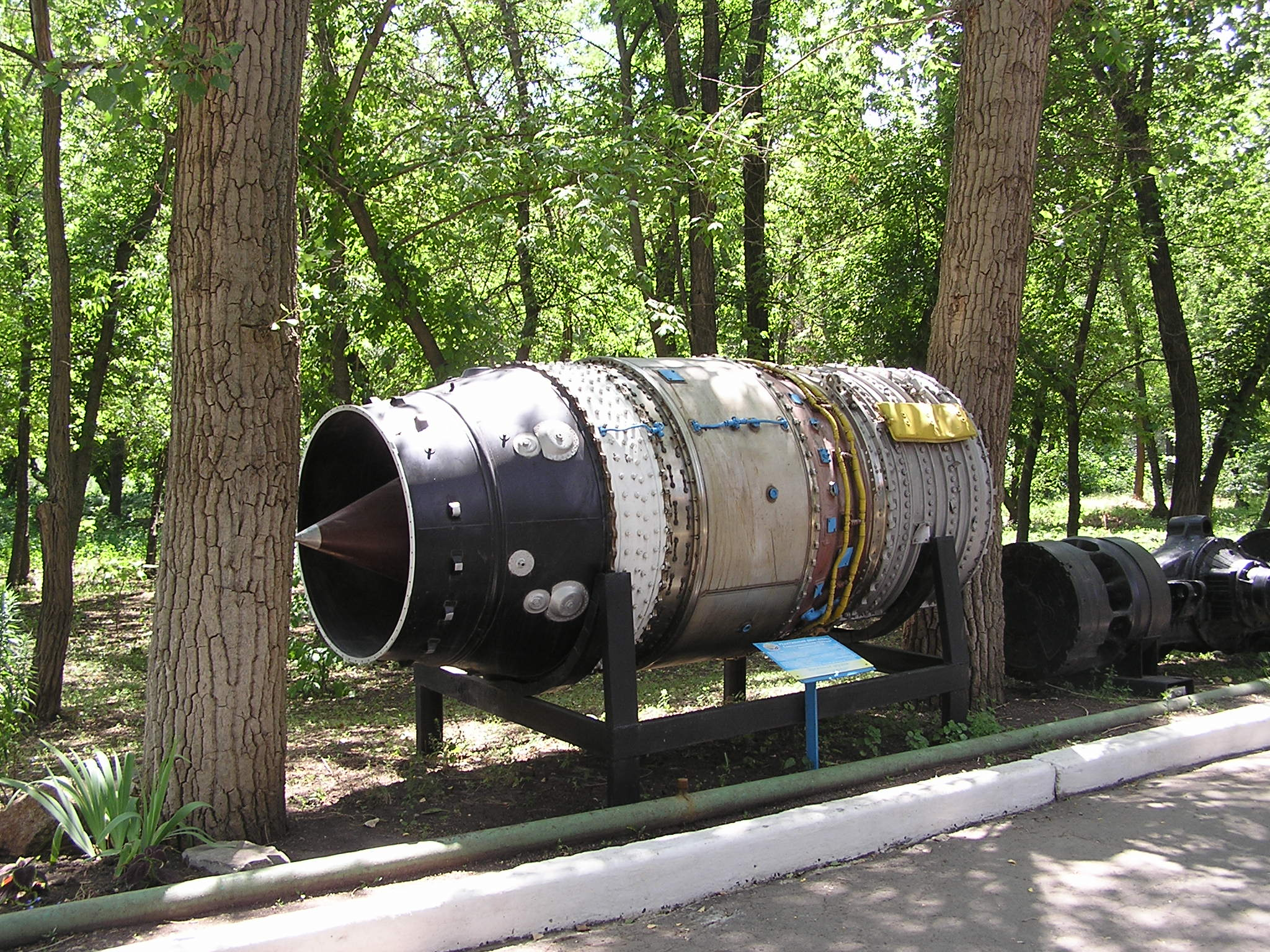
Triebwerk RD-3M

Das Mikulin AM-3 (auch als RD-3M bezeichnet) ist ein in der Sowjetunion vom Konstrukteur Alexander Alexandrowitsch Mikulin entwickeltes Turbojet-Triebwerk, das ab 1952 zum Einsatz kam.

## Geschichte und Einsatz
Die Entwicklung des leistungsstarken Einwellen-Triebwerks begann im Jahre 1948. 1947 wurden einer Delegation sowjetischer Triebwerksspezialisten bei Rolls-Royce die Triebwerke Nene und Derwent gezeigt. Bei diesem Besuch bekam Mikulins mitgereister Stellvertreter Subzow versehentlich Teile des neuen Avon-Triebwerkes mit Axialverdichter zu sehen. Neu war dies, wie oft behauptet wird,  für die Russen nicht, da sie bereits 1946 über Muster des deutschen Triebwerks Junkers 012 verfügten, welches dem damaligen Avon in der Auslegung und Leistung entsprach. Subzow entwickelte nun während des Jahres 1948 seinen eigenen Axialverdichter für das zukünftige AM-3. Mitte des Jahres 1949 waren die Entwicklungsarbeiten abgeschlossen, zum Jahresende lagen die fertigen Zeichnungen vor und ab 1950 begann die Serienfertigung. Vom AM-3 wurden bis 1963 3534 Exemplare von den Werken Nr. 16 in Kasan und Nr. 19 in Perm hergestellt.
Verwendet wurde das Triebwerk in verschiedenen Versionen für die Flugzeugtypen Tupolew Tu-16 und Tu-104 sowie Mjassischtschew M-4. Es hatte einen einstufigen Bläser und einen achtstufigen Hochdruckverdichter, der von einer zweistufigen Hochdruckturbine angetrieben wurde. Unter Zuhilfenahme der Ähnlichkeitstheorie entwickelte Mikulin aus dem AM-3 kurz darauf das proportional verkleinerte AM-5 (auch RD-5), welches 1950 fertiggestellt und ab 1953 produziert wurde. Es wurde beispielsweise in der Jak-25 und (nochmals modifiziert und nun als Tumanski RD-9 bezeichnet) in der MiG-19 eingesetzt.

## Technische Daten (AM-3)
- Länge: 5380 mm
- Durchmesser: 1400 mm
- Trockenmasse: 3200 kg
- Schub: 85,3 kN
- Druckverhältnis: 8,2:1
- Max. Luftdurchsatz: 150 kg/s
- Kraftstoffverbrauch: 93,2 kg/(kN•h)
- Temperatur vor der Turbine: 1130 K

## Versionen (AM-3)
- AM-3, AM-3A: erste Serienversionen
- AM-3D: Version für M-4 mit 85,6 kN Schub
- AM-3M-200, AM-3M-500, AM-3M-500A: weiterentwickelte Versionen mit 93,1 kN
- WP-8: chinesische Kopie des AM-3 mit 91,3 kN Schub für die Xian H-6 (Nachbau der Tu-16)

## Versionen (AM-5)
- AM-5, AM-5A: erste Serienversion mit 21,6 kN Schub
- AM-5F: verbesserte Version mit 26,5 kN Schub (mit Nachbrenner) (z. B. für I-340)